# Чумбур-Коса (Азовский район)
Чумбур-Коса — хутор в Азовском районе Ростовской области.
Входит в состав Маргаритовского сельского поселения.

## География
Расположен в 50 км (по дорогам) юго-западнее районного центра — города Азова.
Хутор находится на берегу Таганрогского залива.

### Улицы
- ул. Морская,
- ул. Набережная,
- ул. Подгорная,
- ул. Центральная,
- ул. Шоссейная.

## Население
| 1989 | 2002 | 2010 |
| ---- | ---- | ---- |
| 363  | ↘343 | ↘260 |